# Maximilian Sciandri
Maximillian Baptist "Max" Sciandri (nascido em 15 de fevereiro de 1967) é um ex-ciclista ítalo-inglês que competiu profissionalmente entre 1989 e 2004, conquistando 33 vitórias, entre elas 3 etapas do Giro d'Italia e uma do Tour de France.
Ele participou de duas edições dos Jogos Olímpicos, em 1996, em Atlanta, onde conquistou a medalha de bronze na prova de estrada individual; e em 2000, em Sydney, alcançando a trigésima quarta posição. É atual diretor esportivo da equipe BMC Racing Team.